# Dina Bellotti
Bernardina Bianca Bellotti nota come Dina Bellotti (Alessandria, 2 ottobre 1912 – Roma, 29 agosto 2003) è stata una pittrice italiana.

## Biografia
Trascorse l'infanzia nella sua città natale dove frequentò le scuole di primo e di secondo grado. Dimostrò presto la sua attitudine per il disegno e nel 1929 si iscrisse all'Accademia Albertina di Belle Arti di Torino dove ebbe come maestri Cesare Ferro e Marcello Boglione.
Esordì nel 1935 in mostre collettive e nazionali e, nello stesso anno, nel Premio della Regina conseguì il premio per lavori in acquaforte ottenendo la medaglia d'oro.
Nel 1938 espose per la prima volta i suoi lavori alla Biennale di Venezia mostra che frequenterà altre due volte nel 1940 e nel 1942.
I suoi soggetti più ricorrenti erano paesaggi, figure e soprattutto ritratti di bambini.

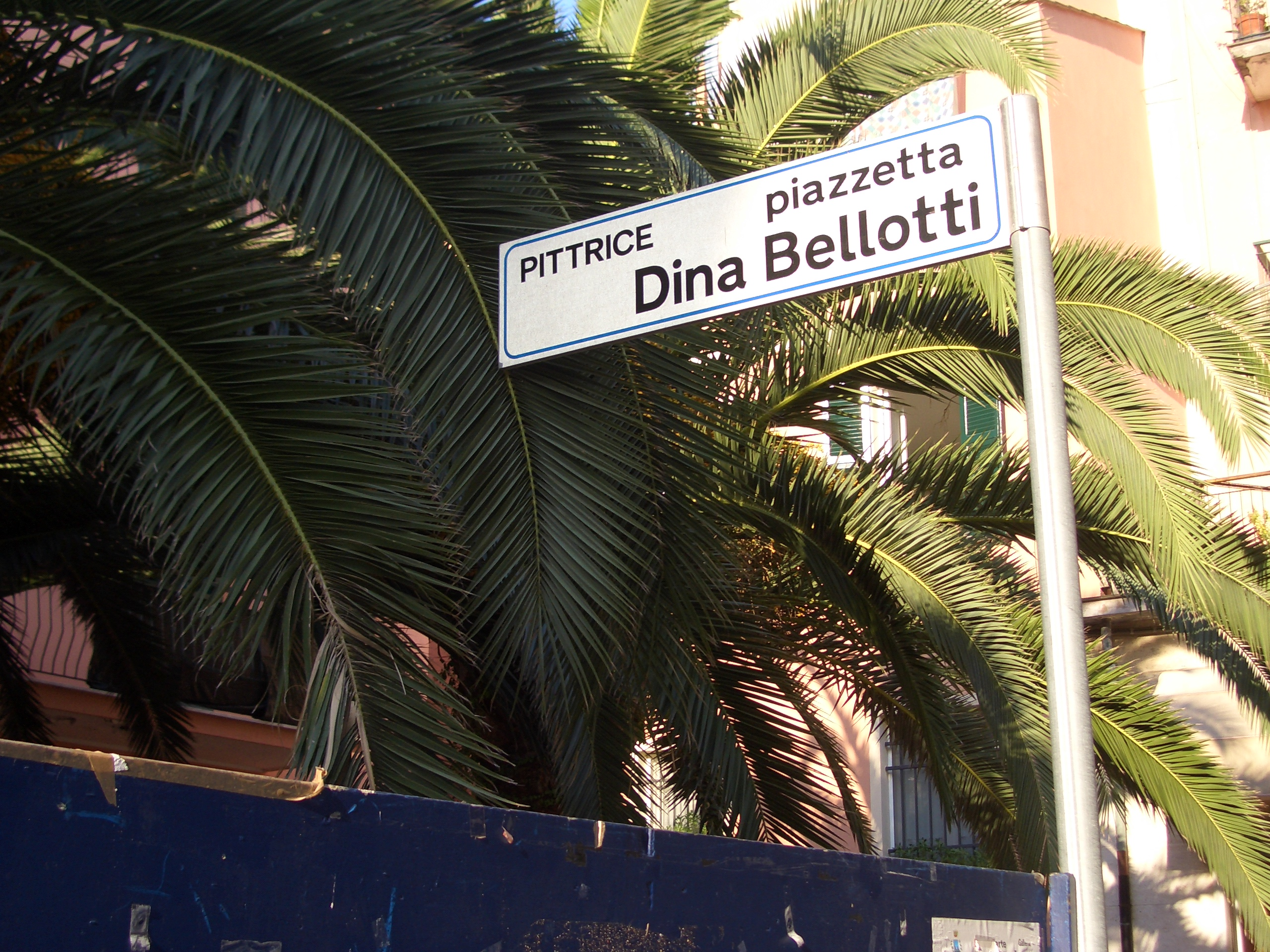
Sestri Levante (GE) - Piazzetta dedicata alla pittrice Dina Bellotti

Già in quegli anni la giovane pittrice era solita trascorrere i periodi estivi con la famiglia a Sestri Levante e così la ricorda Carlo Bo :
Dina Bellotti si fece conoscere come "la pittrice dei papi". A partire dalla prima metà degli anni settanta, realizzò infatti alcuni ritratti di Paolo VI e, più tardi, di Giovanni Paolo II, conservati in Vaticano e utilizzati come immagini ufficiali dei pontefici. Alcune sue opere sono esposte nella Collezione d'Arte Religiosa Moderna inaugurata nel 1973 da Paolo VI.
Ha anche realizzato il ritratto dell’architetto Simone Muzio nato a Sestri Levante nell’agosto del 1972.